# سررو گراند دو سول
سررو گراند دو سول (به پرتغالی: Cerro Grande do Sul) یک منطقهٔ مسکونی در برزیل است که در ریو گرانده جنوبی واقع شده‌است. سررو گراند دو سول ۱۲٬۴۱۳ نفر جمعیت دارد.